# Frontenac (winorośl)
Frontenac – mieszaniec niespecyficzny odmian winorośli: riparia 89 x landot noir. Do uprawy towarowej wszedł w 1996. Istnieją już trwałe i wyselekcjonowane mutanty frontenaca: frontenac gris o jaśniejszej skórce i kanadyjski frontenac blanc. Frontenac zdobył popularność w Stanach Zjednoczonych i Kanadzie. W UE odmiana frontenac ze względu na złożone pochodzenie (obejmuje 8 gatunków) nie jest zarejestrowana do wyrobu wina. Można z niej jednak wytwarzać soki oraz wina na użytek własny.

## Charakterystyka
Krzewy rosną silnie i mają pokrój wyprostowany. Drewnienie łozy bardzo dobre. Liście średniej wielkości, przypominające kształtem liście winorośli pachnącej.

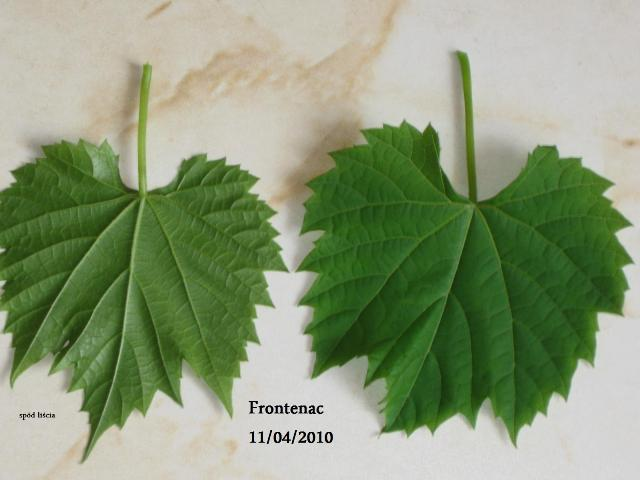
Frontenac – liść

Grona średniej wielkości, stożkowate, dość luźne. Jagody małe lub średnie, kuliste, granatowe. Miąższ soczysty, zabarwiony na czerwono.
Wyjątkowo wysoka mrozoodporność, w granicach -35 °C pozwala na uprawę frontenaca bez okrywania na zimę we wszystkich regionach Polski. Frontenac wyróżnia się wysoką jakością w porównaniu z innymi odmianami hybrydowymi i brakiem „lisiej” woni.

## Fenologia
Rozwój wiosenny wczesny. Kwitnienie bardzo wczesne co powoduje często złe zapylanie przy niesprzyjającej kwitnieniu zimnej i mokrej pogodzie. Źle zapylone kwiaty wydają małe i niedojrzewające, zielone owoce, nazywane „zielonym groszkiem”. W polskich warunkach dojrzewa w pierwszej dekadzie października. Potrzebuje około 100 dni na dojrzewanie od momentu kwitnienia do zbiorów.

## Cięcie
Nie ma specjalnych wymagań co do sposobu cięcia.

## Choroby i szkodniki
Bardzo wysoka odporność na mączniaka rzekomego i wysoka na mączniaka prawdziwego oraz szarą pleśń. Mało odporna na antraknozę.
Małe słodkie jagody atakowane są przez ptaki.

## Rozpowszechnienie
Frontenac jest najpopularniejszą (47 ha w 2007) czerwoną odmianą w macierzystej Minnesocie. Prócz tego w tym samym roku 30 ha winnic w Minnesocie było obsadzonych mutantem frontenac gris. Winnice obsadzone odmianą frontenac znajdują się także w innych stanach Środkowego Zachodu: Illinois, Iowa, Nebrasce, Indianie, Missouri oraz w Nevadzie. W Kanadzie najważniejszym regionem upraw jest Quebec (21 ha w 2009).

## Wino
Duża zawartość cukru w moszczu pozwala na wyrób win słodkich i typu porto.
Wyrób win wytrawnych z tej odmiany komplikuje duża zawartość kwasów.
Poziom kwasów jest obniżany poprzez dłuższe przetrzymanie owoców na krzewie. Tam, gdzie jest to niemożliwe stosuje się zabiegi technologiczne, takie jak: odkwaszanie, wywoływanie fermentacji jabłkowo-mlekowej, wymrażanie oraz kupażowanie z innymi szczepami. Powoli popularność zdobywa nowsza odmiana marquette, o podobnej charakterystyce, ale niższej kwasowości.
Otrzymane wina charakteryzują się wyrazistym kolorem, aromatem świeżych wiśni, tytoniu, gorzkiej czekolady, dojrzałej czerwonej papryki i białego pieprzu. Swoim charakterem najbardziej są zbliżone do gruzińskiego saperavi.